# Балаклійська міська територіальна громада
Балаклійська міська територіальна громада та військова адміністрація— територіальна громада в Україні, в Ізюмському районі Харківської області. Адміністративний центр— місто Балаклія.
Площа громади— 1299,5 км2, населення громади— 46 142 осіб (2020)
Утворена 12 червня 2020 року шляхом об'єднання Балаклійської міської ради, Асіївської, Борщівської, Бригадирівської, Вербівської, Гусарівської, Лозовеньківської, Новогусарівської, Міловської, Петрівської, Протопопівської, Чепільської, Шевелівської, Яковенківської сільських рад Балаклійського району та Волохово-Ярської сільської ради Чугуївського району Харківської області.  
19 липня 2020 року, в результаті адміністративно-територіальної реформи та ліквідації Балаклійського району, громада увійшла до складу новоутвореного Ізюмського району. 
Перші вибори міської ради та міського голови Балаклійської міської громади відбулися 25 жовтня 2020 року на яких переміг  Іван Столбовий. 
У 2022 році було розпочате розслідування у держзраді та співпраці, чинного на той час, мера Івана Столбового з ЗС РФ.
Більша частина громади з лютого по вересень 2022 року перебувала під окупацією. Звільнення відбулося у вересні 2022 року в результаті контрнаступу.
У зв’язку із введенням воєнного стану та з метою забезпечення безпеки і функціонування органів влади на території Балаклійської міської громади, указом Президента України №680/2022 від 01.10.2022 була створена Балаклійська міська військова адміністрація. Головою адміністрації призначено Віталія Карабанова.

## Населені пункти
До складу громади входять 1 місто (Балаклія), 35 сіл (Асіївка, Байрак, Берестянки, Борщівка, Бригадирівка, Вербівка, Вільне, Вітрівка, Вовчий Яр, Волвенкове, Волобуївка, Волохів Яр, Гусарівка, Завгороднє, Калинівка, Крейдянка, Криничне, Лозовенька, Мілова, Нова Гусарівка, Нова Серпухівка, Новомиколаївка, Петрівське, Попівка, Протопопівка, Сіверське, Соколівка, Степок, Таранушине, Успенське, Чепіль, Шевелівка, Щурівка, Яковенкове, Янохіне) та 1 селище (Слобожанське).